# Каменское-Пассажирское
Каменское-Пассажирский (укр. Кам'янське-Пасажирський) — один из крупнейших узлов Днепропетровской области Украины, находится в западной части города Каменского. До середины декабря 2016 года станция носила название Днепродзержинск-Пассажирский.
15 декабря 2016 года, в соответствии с Законом «Об осуждении и запрете пропаганды национал-социалистического (нацистского) и тоталитарного режимов», станция была переименована на Каменское-Пассажирский, в аналогии с названием города, в котором она находится.
23 марта 2017 года внесено изменение в Тарифное руководство, указано новое название станции.
На станции расположен зал ожидания, кассы продажи билетов на пассажирские и пригородные поезда, камеры хранения багажа и багажное отделения.

## Пассажирское сообщение
На станции останавливаются все пассажирские поезда дальнего сообщения, в том числе скоростные поезда InterCity, а также пригородные электропоезда.

## Галерея

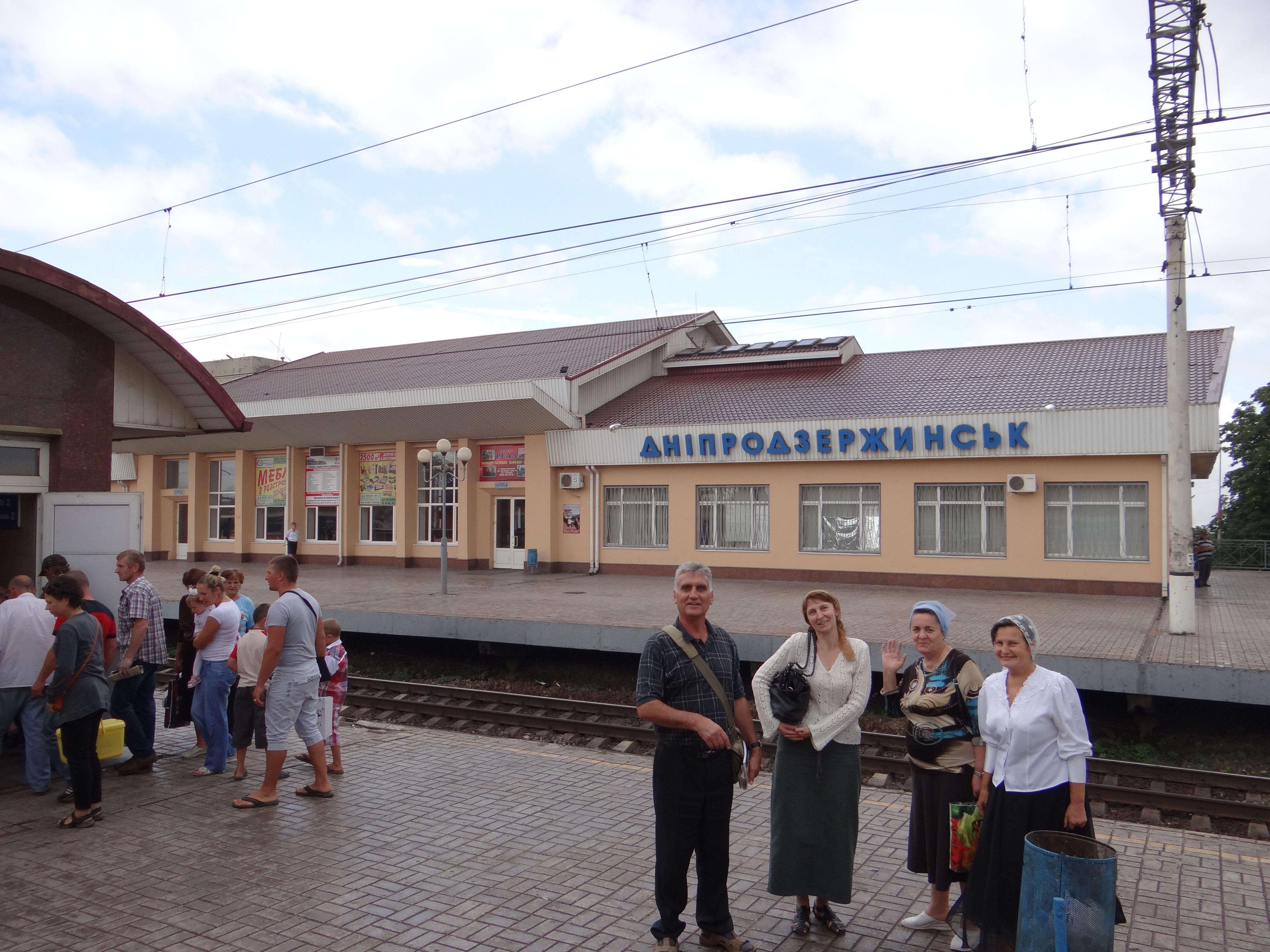
Вид с платформы
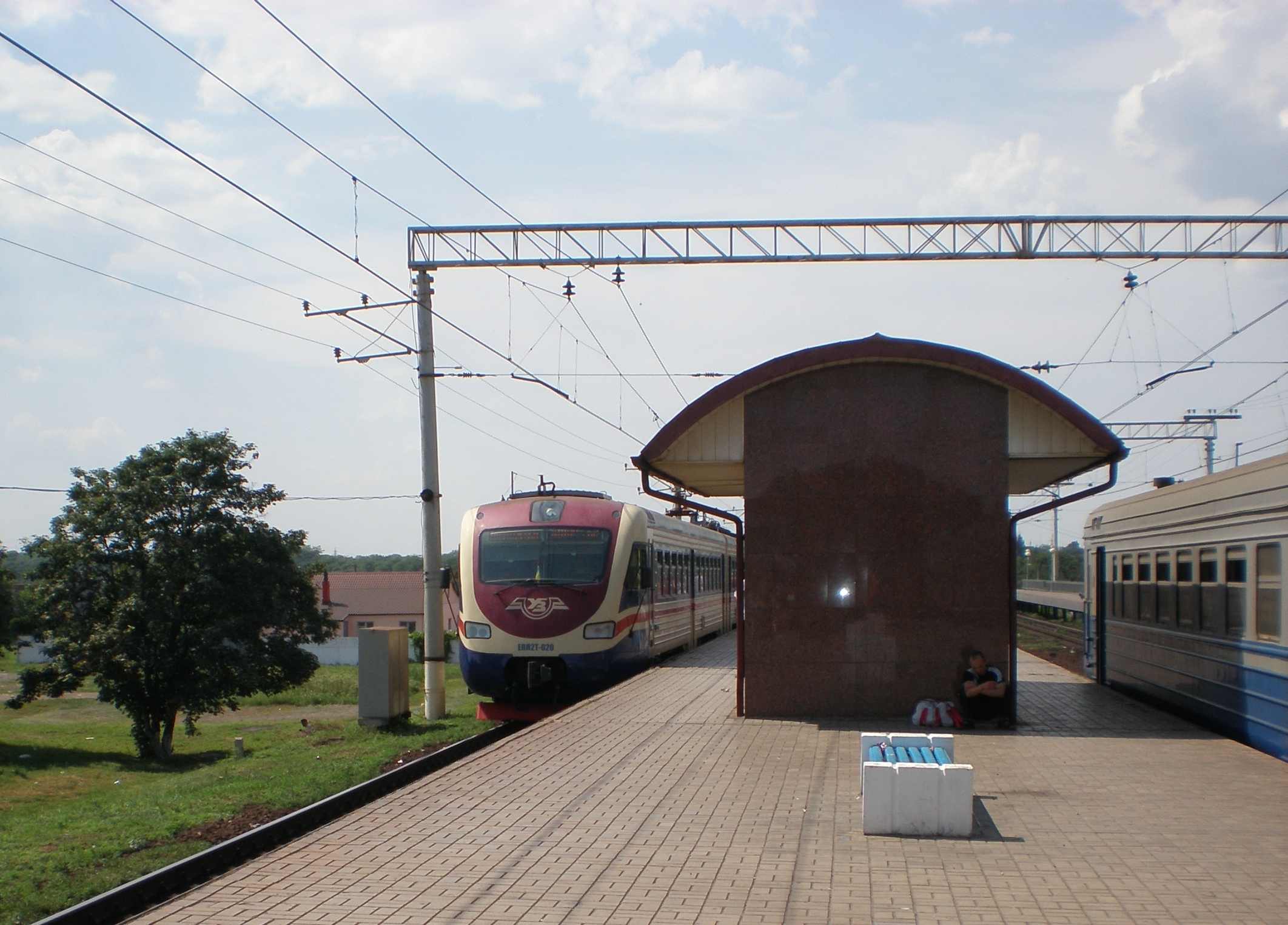
Островная платформа
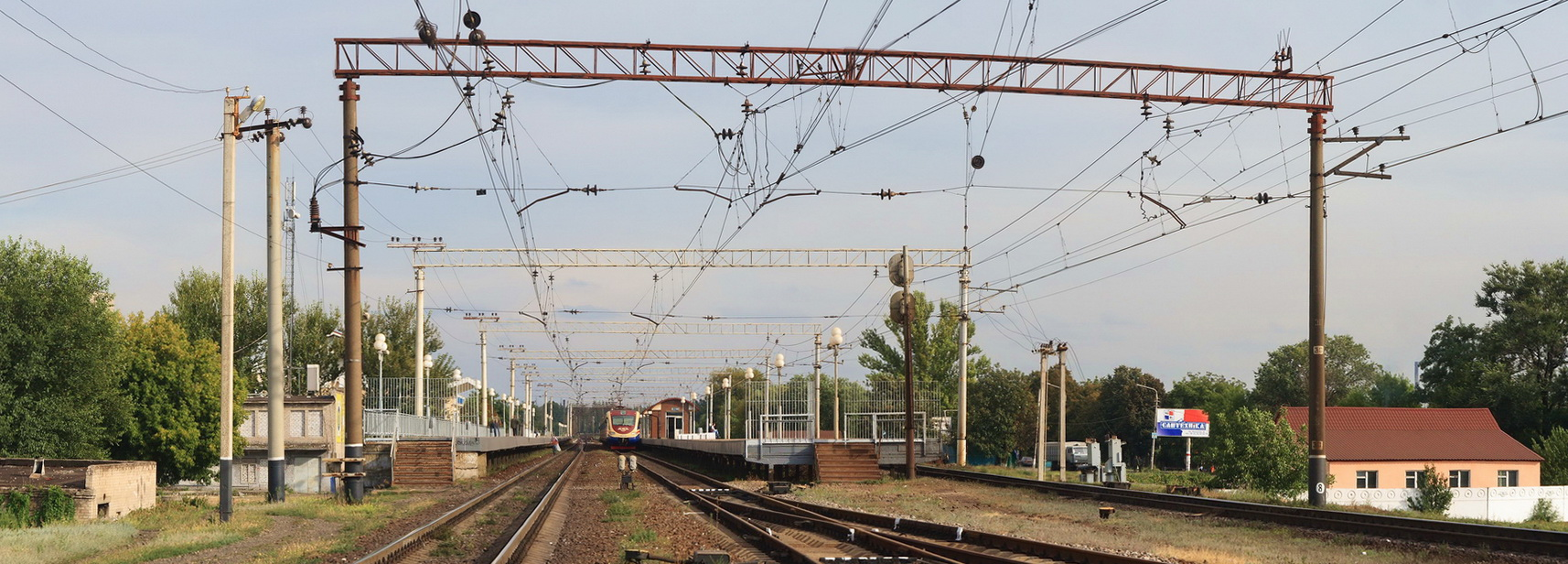
Путевое развитие станции